# Bettegney-Saint-Brice
Pour les articles homonymes, voir Damas-et-Bettegney et Saint-Brice.
Bettegney-Saint-Brice est une commune française située dans le département des Vosges, en région Grand Est.

## Géographie

### Localisation

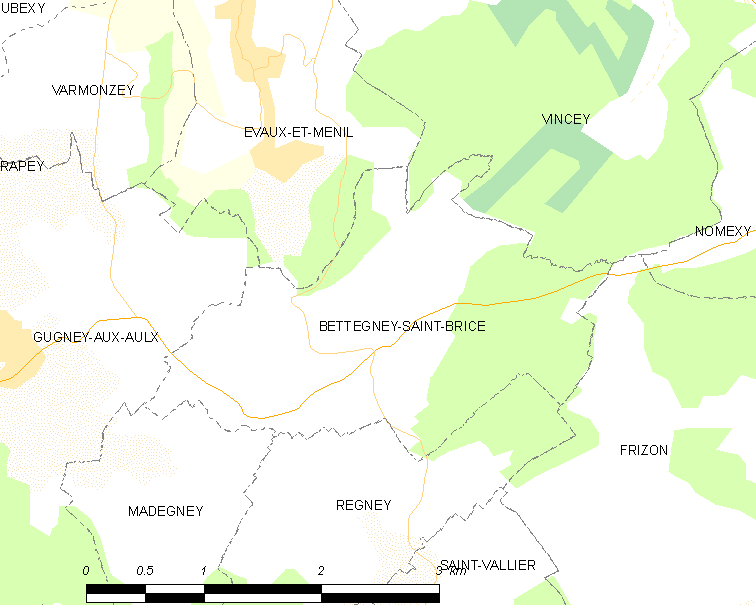
Situation géographique de Bettegney-Saint-Brice.

La commune est à 8,2 km de Châtel-sur-Moselle, 10,5 de Charmes, 16,0 de Dompaire, 16,3 de Mirecourt et 46,8 de Vittel (A31, aussi appelée autoroute de Lorraine-Bourgogne). Échangeur Bulgnéville.

### Communes limitrophes
Les communes limitrophes sont  Frizon, Gugney-aux-Aulx, Madegney, Regney, Vincey et Évaux-et-Ménil.

### Hydrographie et les eaux souterraines
Hydrogéologie et climatologie : Système d’information pour la gestion des eaux souterraines du bassin Rhin-Meuse :
Territoire communal : Occupation du sol (Corinne Land Cover); Cours d'eau (BD Carthage),
Géologie : Carte géologique; Coupes géologiques et techniques,
 Hydrogéologie : Masses d'eau souterraine; BD Lisa; Cartes piézométriques.

#### Réseau hydrographique
La commune est située dans le bassin versant du Rhin au sein du bassin Rhin-Meuse. Elle est drainée par le Colon, le ruisseau d'Aubiey et le ruisseau de la Laumont,.
Le Colon, d'une longueur totale de 20,3 km, prend sa source dans la commune de Regney et se jette  dans le Madon à Xaronval, après avoir traversé 13 communes.

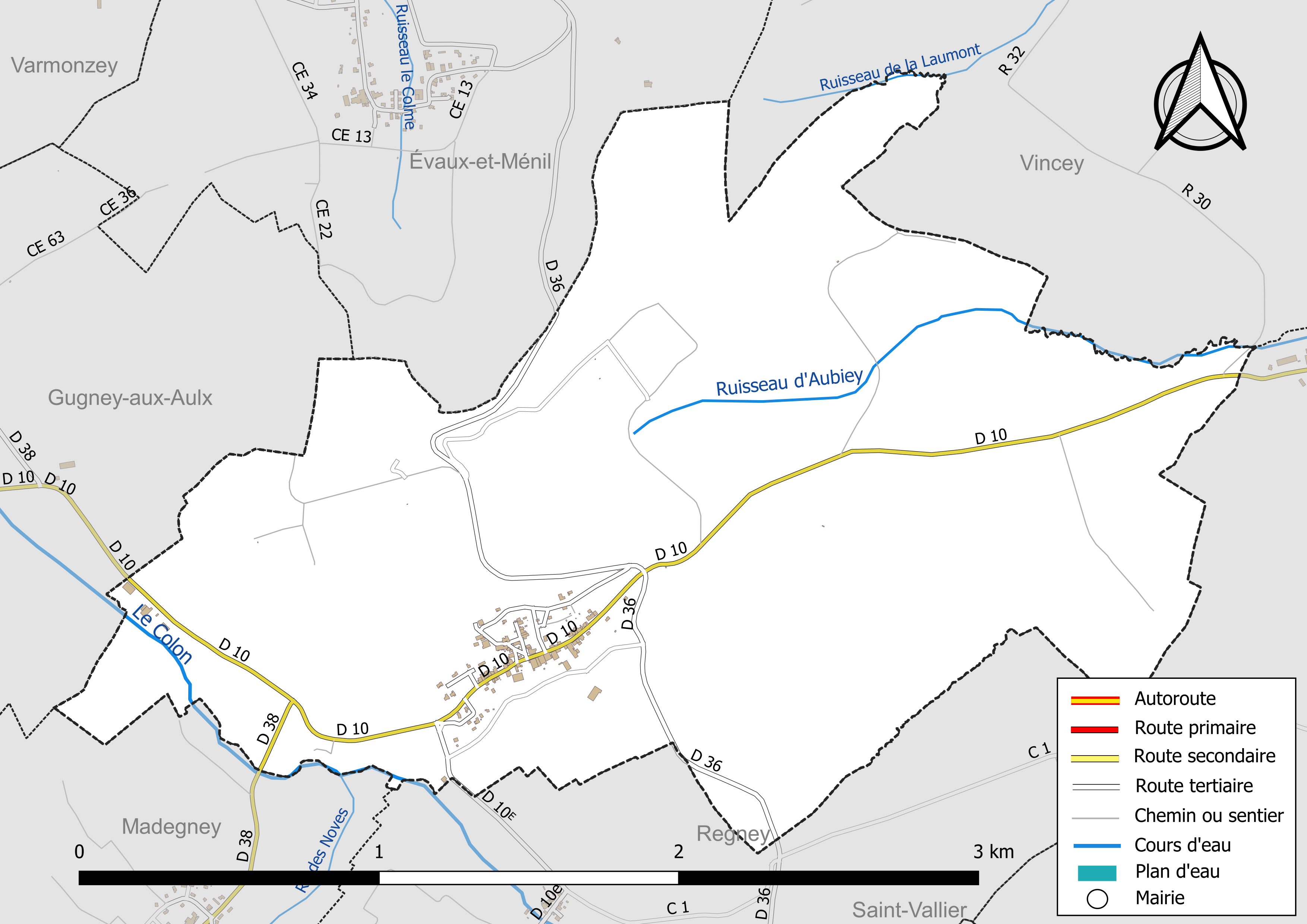
Réseaux hydrographique et routier de Bettegney-Saint-Brice.

#### Gestion et qualité des eaux
Le territoire communal est couvert par le schéma d'aménagement et de gestion des eaux (SAGE) « Nappe des Grès du Trias Inférieur ». Ce document de planification, dont le territoire comprend le périmètre de la zone de répartition des eaux de la nappe des Grès du trias inférieur (GTI), d'une superficie de 1 497 km2, est en cours d'élaboration. L’objectif poursuivi est de stabiliser les niveaux piézométriques de la nappe des GTI et atteindre l'équilibre entre les prélèvements et la capacité de recharge de la nappe. Il doit être cohérent avec les objectifs de qualité définis dans les SDAGE Rhin-Meuse et Rhône-Méditerranée. La structure porteuse de l'élaboration et de la mise en œuvre est le conseil départemental des Vosges.
La qualité des eaux de baignade et des cours d’eau peut être consultée sur un site dédié géré par les agences de l’eau et l’Agence française pour la biodiversité.

### Climat
Pour des articles plus généraux, voir Climat du Grand Est et Climat des Vosges.
En 2010, le climat de la commune est de type climat de montagne, selon une étude du Centre national de la recherche scientifique s'appuyant sur une série de données couvrant la période 1971-2000. En 2020, Météo-France publie une typologie des climats de la France métropolitaine dans laquelle la commune est exposée à un climat semi-continental et est dans la région climatique  Lorraine, plateau de Langres, Morvan, caractérisée par un hiver rude (1,5 °C), des vents modérés et des brouillards fréquents en automne et hiver.
Pour la période 1971-2000, la température annuelle moyenne est de 9,3 °C, avec une amplitude thermique annuelle de 17,1 °C. Le cumul annuel moyen de précipitations est de 1 040 mm, avec 12,9 jours de précipitations en janvier et 10,1 jours en juillet. Pour la période 1991-2020, la température moyenne annuelle observée sur la station météorologique de Météo-France la plus proche, « Mirecourt-inra », sur la commune de Mirecourt à 13 km à vol d'oiseau, est de 10,4 °C et le cumul annuel moyen de précipitations est de 824,3 mm. 
La température maximale relevée sur cette station est de 39,5 °C, atteinte le 25 juillet 2019 ; la température minimale est de −19,5 °C, atteinte le 20 décembre 2009,,.
Les paramètres climatiques de la commune ont été estimés pour le milieu du siècle (2041-2070) selon différents scénarios d'émission de gaz à effet de serre à partir des nouvelles projections climatiques de référence DRIAS-2020. Ils sont consultables sur un site dédié publié par Météo-France en novembre 2022.

## Urbanisme

### Typologie
Au 1er janvier 2024, Bettegney-Saint-Brice est catégorisée commune rurale à habitat dispersé, selon la nouvelle grille communale de densité à sept niveaux définie par l'Insee en 2022.
Elle est située hors unité urbaine. Par ailleurs la commune fait partie de l'aire d'attraction d'Épinal, dont elle est une commune de la couronne,. Cette aire, qui regroupe 118 communes, est catégorisée dans les aires de 50 000 à moins de 200 000 habitants,.

### Occupation des sols
L'occupation des sols de la commune, telle qu'elle ressort de la base de données européenne d’occupation biophysique des sols Corine Land Cover (CLC), est marquée par l'importance des territoires agricoles (65,8 % en 2018), une proportion identique à celle de 1990 (65,8 %). La répartition détaillée en 2018 est la suivante : 
zones agricoles hétérogènes (50,6 %), forêts (34,2 %), prairies (15,2 %). L'évolution de l’occupation des sols de la commune et de ses infrastructures peut être observée sur les différentes représentations cartographiques du territoire : la carte de Cassini (XVIIIe siècle), la carte d'état-major (1820-1866) et les cartes ou photos aériennes de l'IGN pour la période actuelle (1950 à aujourd'hui).

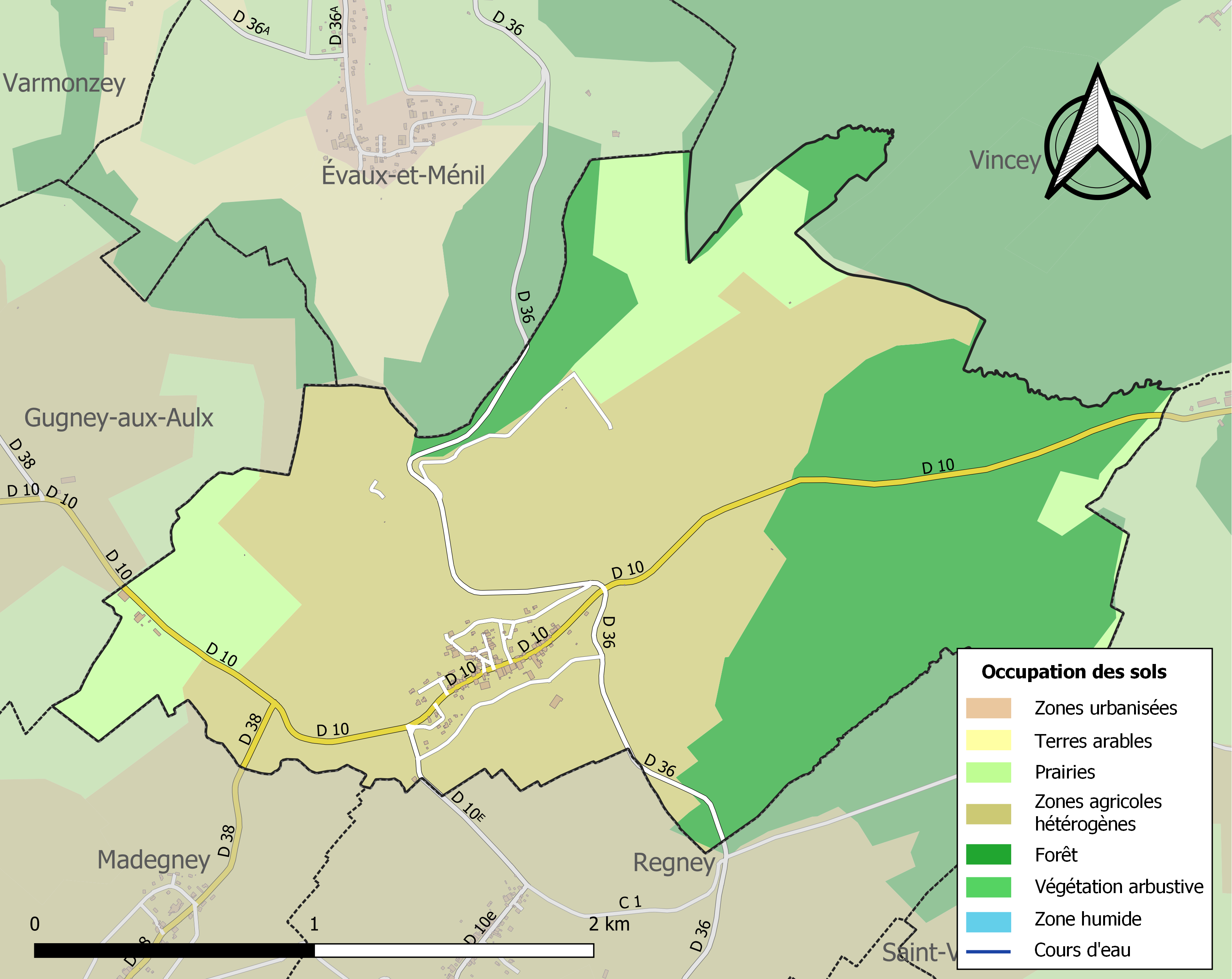
Carte des infrastructures et de l'occupation des sols de la commune en 2018 (CLC).

### Voies de communications et transports

#### Voies routières
- A31 (aussi appelée autoroute de Lorraine-Bourgogne). Échangeur Bulgnéville.

#### Transports en commun
- Fluo Grand Est.

#### Lignes SNCF
- Gare de Contrexéville
- Gare de Vittel

#### Transports aériens
- Aéroport d'Épinal-Mirecourt « Vosges Aéroport ».

À partir de l'été 2021, l’aéroport d’Épinal-Mirecourt devient le pélicandrome de la Zone Est et servira ainsi de base de ravitaillement et d’intervention pour les avions bombardiers d’eau Q Series ou de Havilland Canada DHC-8, aussi connu sous le nom de Dash 8.

## Toponymie
Le nom de la localité est attesté sous les formes Bitiniaci (XIIe siècle) ; Bitineis (XIIe siècle) ; Beteigneis (1187) ; Betegnei (1247) ; Beteigneix (1298) ; Bethegneix Saint Brice (1305) ; de Bertigneyo, Usxigneyo (1402) ; Bethegney Saint Brice (1492) ; Betegney Saint Brice (1579) ; Battigny Saint Brice (1594) ; Bethegney (XVIe siècle) ; Buttigny S. Brice (1656) ; Betegneium (1768).

Saint-Brice est hagiotoponyme qui fait référence à Brice de Tours, l'église de la commune lui est dédiée.
Bettegney-Saint-Brice, sur genealogie-bisval.net/

## Histoire
Le nom du village est attesté dès 1492. Bettegney-Saint-Brice dépendait de la seigneurie et prévôté d’Ubexy et du bailliage et siège royal d’Épinal puis, dès 1751, du bailliage de Charmes.
Au spirituel, la commune dépendait du doyenné de Jorxey.
En 1847, un incendie, parti de la boulangerie, a détruit la partie ouest de la Grande Rue du village.
La Voie de la 2e DB retrace le chemin parcouru par la 2e division blindée, lors de la Libération de la France en 1944. Elle est matérialisée par une borne appelée « Serment de Koufra » .
18 Septembre 1944, intervention au niveau de Bettegney-St-Brice du Sous-Groupement Cantarel,.

## Politique et administration

### Découpage territorial
Par arrêté préfectoral du 15 septembre 2023, la commune est retirée le 1er janvier 2024 de l'arrondissement d'Épinal et rattachée à l'arrondissement de Neufchâteau.

### Liste des maires
| Période                                  | Période                       | Identité                   | Étiquette | Qualité                                  |
| ---------------------------------------- | ----------------------------- | -------------------------- | --------- | ---------------------------------------- |
| Les données manquantes sont à compléter. |                               |                            |           |                                          |
|                                          | 1971                          | Camille Grison             |           | Maréchal-ferrant                         |
| mars 1971                                | juin 1995                     | Germain Romary (1929-2020) |           | Artisan réparateur de machines agricoles |
| juin 1995                                | mars 2012                     | François Cassin            |           | Entrepreneur en bâtiment                 |
| mars 2012                                | En cours (au 18 février 2015) | Jean-François Virion       | DLF       | Agriculteur                              |

### Budget et fiscalité 2022

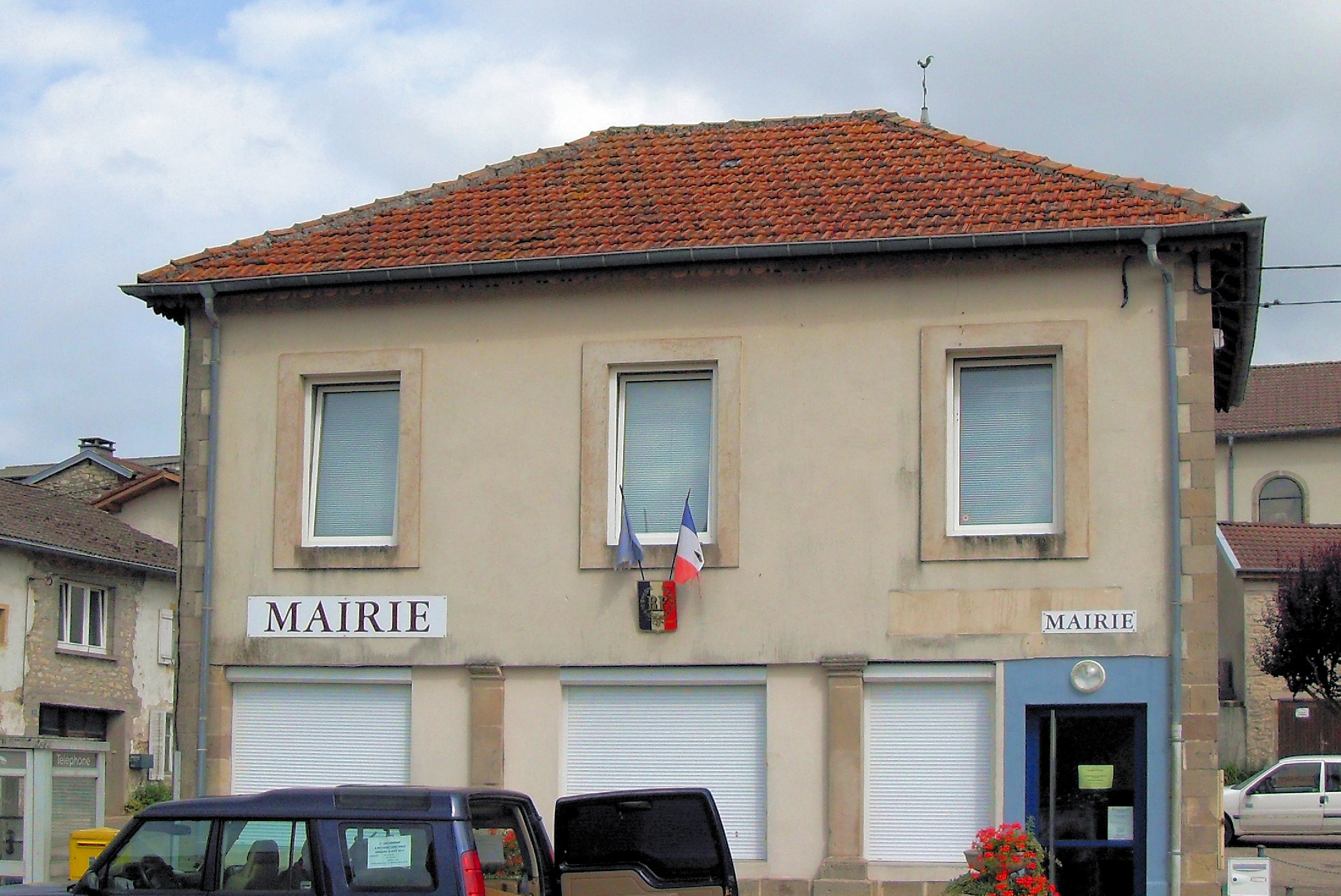
La Mairie en 2013.

En 2022, le budget de la commune était constitué ainsi :
- total des produits de fonctionnement : 742 000 €, soit 1 182 € par habitant ;
- total des charges de fonctionnement : 588 000 €, soit 937 € par habitant ;
- total des ressources d'investissement : 534 000 €, soit 850 € par habitant ;
- total des emplois d'investissement : 298 000 €, soit 474 € par habitant ;
- endettement : 725 000 €, soit 1 154 € par habitant.

Avec les taux de fiscalité suivants :
- taxe d'habitation : 14,76 % ;
- taxe foncière sur les propriétés bâties : 30,03 % ;
- taxe foncière sur les propriétés non bâties : 108,88 % ;
- taxe additionnelle à la taxe foncière sur les propriétés non bâties : 0,00 % ;
- cotisation foncière des entreprises : 0,00 %.

Chiffres clés Revenus et pauvreté des ménages en 2021 : médiane en 2021 du revenu disponible, par unité de consommation : 22 730 €.

## Population et société

### Démographie

#### Évolution démographique
L'évolution du nombre d'habitants est connue à travers les recensements de la population effectués dans la commune depuis 1793. Pour les communes de moins de 10 000 habitants, une enquête de recensement portant sur toute la population est réalisée tous les cinq ans, les populations de référence des années intermédiaires étant quant à elles estimées par interpolation ou extrapolation. Pour la commune, le premier recensement exhaustif entrant dans le cadre du nouveau dispositif a été réalisé en 2005.

En 2022, la commune comptait 162 habitants, en évolution de −4,71 % par rapport à 2016 (Vosges : −2,96 %, France hors Mayotte : +2,11 %).
| 1793 | 1800 | 1806 | 1821 | 1831 | 1836 | 1841 | 1846 | 1856 |
| ---- | ---- | ---- | ---- | ---- | ---- | ---- | ---- | ---- |
| 240  | 256  | 310  | 288  | 330  | 349  | 356  | 362  | 334  |

| 1861 | 1866 | 1876 | 1881 | 1886 | 1891 | 1896 | 1901 | 1906 |
| ---- | ---- | ---- | ---- | ---- | ---- | ---- | ---- | ---- |
| 304  | 306  | 290  | 276  | 267  | 257  | 260  | 258  | 248  |

| 1911 | 1921 | 1926 | 1931 | 1936 | 1946 | 1954 | 1962 | 1968 |
| ---- | ---- | ---- | ---- | ---- | ---- | ---- | ---- | ---- |
| 226  | 155  | 146  | 142  | 132  | 153  | 136  | 128  | 122  |

| 1975 | 1982 | 1990 | 1999 | 2005 | 2006 | 2010 | 2015 | 2020 |
| ---- | ---- | ---- | ---- | ---- | ---- | ---- | ---- | ---- |
| 126  | 105  | 110  | 114  | 124  | 123  | 141  | 166  | 161  |

| 2022 | - | - | - | - | - | - | - | - |
| ---- | - | - | - | - | - | - | - | - |
| 162  | - | - | - | - | - | - | - | - |

### Enseignement
Établissements d'enseignements :
- Écoles maternelles et primaires à Madegney, Évaux-et-Ménil, Vincey, Portieux.
- Collèges à Châtel-sur-Moselle, Charmes, Thaon-les-Vosges, Dompaire, Mirecourt.
- Lycées à Thaon-les-Vosges, Mirecourt, Épinal.

### Santé
Professionnels et établissements de santé :
- Médecins à Vincey, Nomexy, Châtel-sur-Moselle, Charmes, Damas-et-Bettegney, Thaon-les-Vosges, Girmont, Dompaire.
- Pharmacies à Vincey, Nomexy, Portieux, Châtel-sur-Moselle, Charmes, Thaon-les-Vosges.
- Hôpitaux à Châtel-sur-Moselle, Charmes, Thaon-les-Vosges, Mirecourt, Mattaincourt.

### Cultes
- Culte catholique, Paroisse de la Croix de Virine[32], Diocèse de Saint-Dié.

## Économie

### Entreprises et commerces

#### Agriculture
- Culture et élevage associés>.
- Culture de céréales, de légumineuses et de graines oléagineuses.
- Culture de la vigne.
- Élevage de vaches laitières.
- Élevage d'autres bovins et de buffles.

#### Tourisme
- Hébergements et restauration à Vincey, Rugney, Épinal, Mirecourt.

#### Commerces
- Commerces et services de proximité.

## Culture locale et patrimoine

### Lieux et monuments

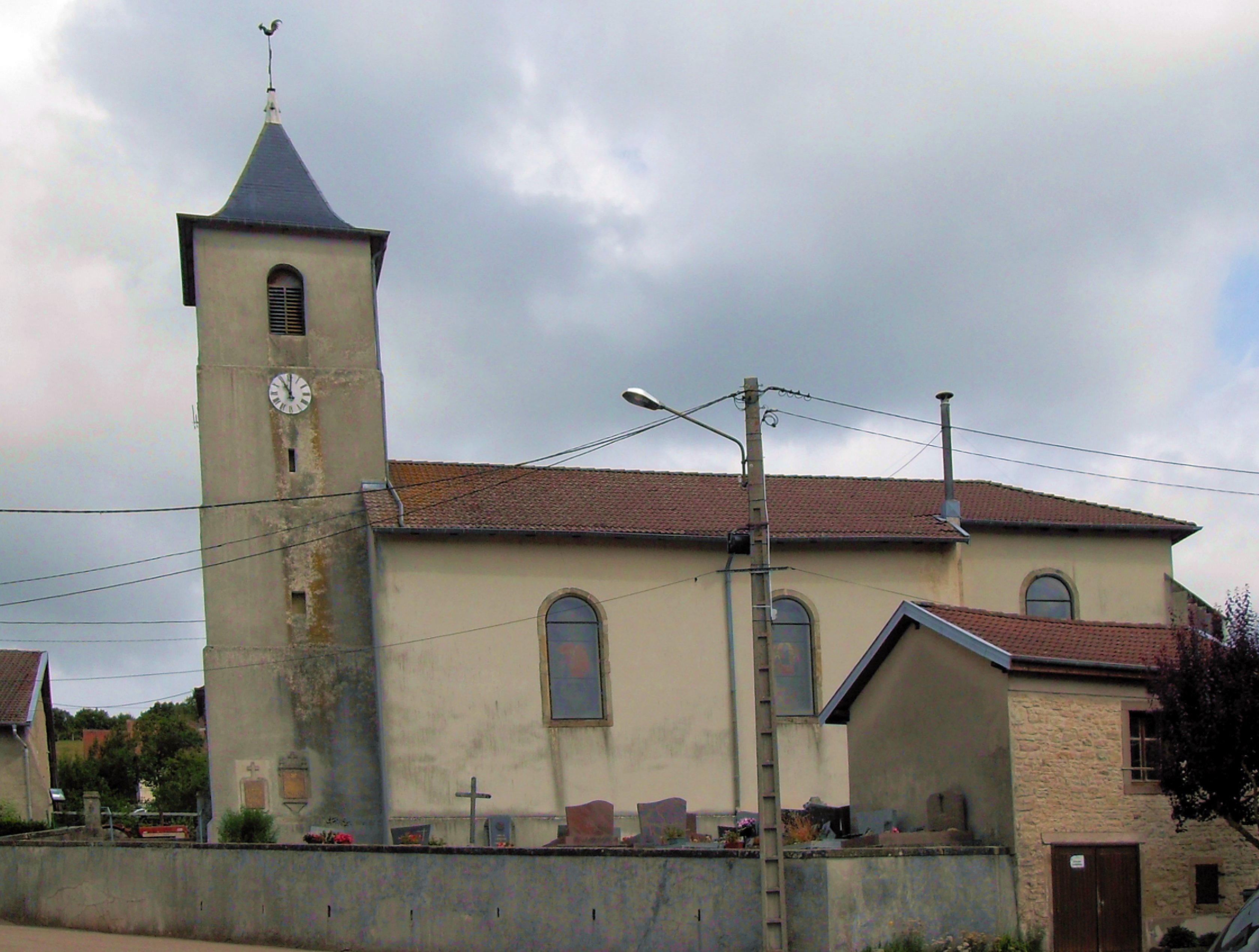
Église Saint-Brice.
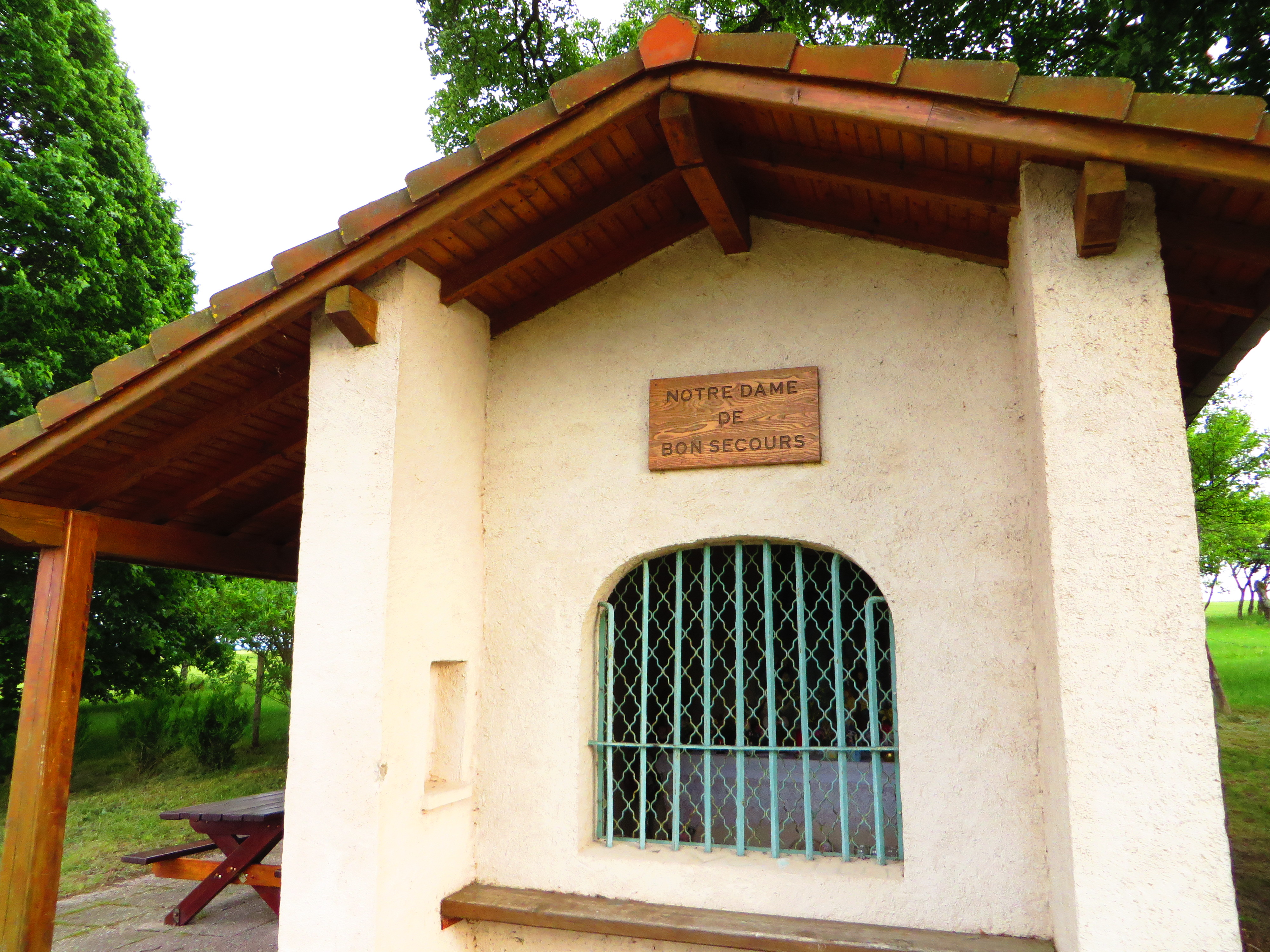
Chapelle Notre-Dame-de-Bon-Secours.
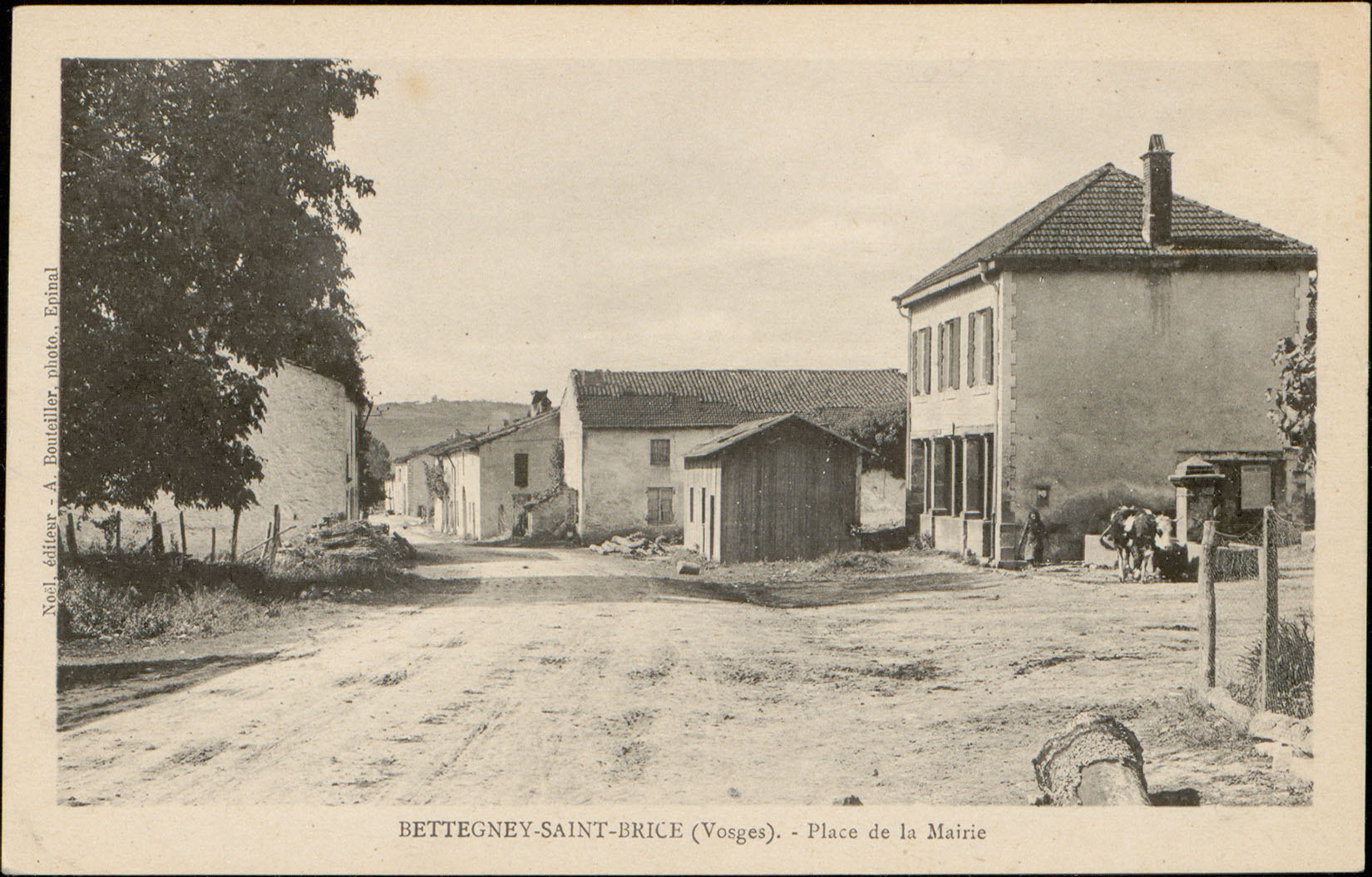
Carte postale : Vue historique de la place de la Mairie entre 1880 et 1945.

- Église Saint-Brice XIXe siècle[33].
- Chapelle Notre-Dame-de-Bon-Secours[34].
- Patrimoine rural recensé par le service de l'Inventaire général du patrimoine culturel[35].
- Monument aux morts[36],[37].

### Personnalités liées à la commune
- Louis, Marie, Brice Lucas, 1887-1964, curé du village, missionnaire de Taegu (Corée du Sud)[38].

## Pour approfondir